# فار كراي (لعبة فيديو)
الصرخة البعيدة (بالإنجليزية: Far Cry)‏ هي لعبة تصويب من منظور الشخص الأول تم تطويرها بواسطة استوديوهات كرايتيك في ألمانيا و تم نشرها بواسطة شركة يوبي سوفت في عام 2004 لـ ميكروسوفت ويندوز . فار كراي باعت أكثر من 700,000 نسخة خلال أربعة أشهر من إصدراها، وحصلت على تقييمات إيجابية من عدة مراجعات لها .

## وصلات خارجية

- فار كراي على موقع IMDb (الإنجليزية)
- فار كراي على موقع الموسوعة البريطانية (الإنجليزية)
- الموقع الرسمي